# Steradiaal

Ruimtehoek van 1 steradiaal

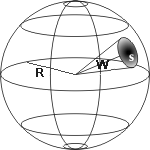
Verband tussen openingshoek en ruimtehoek

Een steradiaal, symbool sr, is de SI-eenheid voor ruimtehoek. De steradiaal is het driedimensionale equivalent van de radiaal. Het woord steradiaal is een samenvoeging van het Griekse woord στερεός, stereos, vast en het Latijnse woord radius, straal. Wanneer men op een boloppervlak met een straal van 1 m een figuur van willekeurige vorm tekent met een oppervlakte van 1 m², heeft deze figuur, vanuit het middelpunt van de bol, een ruimtehoek van 1 steradiaal. Aangezien de totale oppervlakte van een bol gelijk is aan {\displaystyle 4\pi r^{2}}, is de ruimtehoek gevormd door een hele bol gelijk aan {\displaystyle 4\pi } sr.
Net als de gewone hoek is de ruimtehoek dimensieloos. De ruimtehoek wordt immers bepaald door een oppervlakte (m²) te delen door het kwadraat van een straal (m).
Is de figuur op het oppervlak van een bol een cirkel, dan ziet het verband tussen openingshoek {\displaystyle w} in radialen en ruimtehoek {\displaystyle \Omega } in steradialen er als volgt uit:
{\displaystyle \Omega =2\pi \left(1-\cos \left({\frac {w}{2}}\right)\right)}